# 高尾光子
高尾 光子（たかお みつこ、1915年7月22日 - 1980年11月26日）は、日本の女優、元子役である。本名は高尾 みち子（たかお みちこ）だが、婚姻後は竹田 路子と名乗った。旧芸名は高尾 道子（たかお みちこ）である。

## 人物・来歴
1915年（大正4年）7月22日、兵庫県西宮市に「高尾みち子」として生まれる。
東京府東京市（現在の東京都）に移り、1921年（大正10年）、父親が衣裳部を務める日活向島撮影所に子役として入社する。同年2月16日に公開されたサイレント映画『嵐の舞』に出演、ついで同年6月14日公開、山本嘉一、女形の東猛夫が主演した『恋の墳墓』に「高尾道子」の名で出演して、満5歳でスクリーンデビューを果たした。同年5月1日、松竹キネマ（現在の松竹）が前年に開設した松竹蒲田撮影所に移籍、「高尾光子」に改名し、賀古残夢監督の『月魄』、大久保忠素監督の『地蔵物語』等に子役として出演する。
1922年（大正11年）4月1日、旧制・蒲田小学校（現在の大田区立蒲田小学校）に入学する。1923年（大正12年）9月1日の関東大震災で同撮影所は壊滅、京都にある松竹下加茂撮影所に同撮影所全体で異動、現代劇作品に出演した。翌1924年（大正13年）には蒲田が復興し、東京に戻る。牛原虚彦監督のオムニバス『子供の世界』の第三篇で主演、以降、主演作が増える。1928年（昭和3年）3月、蒲田小学校を卒業、卒業後は横浜の個人英語教授に通う。舞踊については、沢村紀久八に師事する。
子役から脱皮し、娘役を演じられるようになると、1933年（昭和8年）10月、松竹下加茂撮影所に異動し、時代劇に出演、高田浩吉や市川右太衛門の相手役を演じた。
1935年（昭和10年）、松竹を退社してP.C.L.映画製作所に移籍、トーキーに出演する。同年、イギリス領ビルマとの合作映画で、「ビルマ映画の父」と呼ばれるウー・二イプ監督の『にっぽんむすめ』に出演する。1937年（昭和12年）7月1日に公開された、滝沢英輔監督の『東海道は日本晴れ』に出演したのを最後に、満22歳の誕生日を目前に映画界を引退、同年、東京劇団に入団して舞台演劇に進出した。
第二次世界大戦終結後の1955年（昭和30年）、稲垣浩監督の『旅路』で、ひさびさに映画界に復帰した。
脚本家と結婚して芸能界を引退し、1970年代は東京新橋の烏森口で焼き鳥屋を経営し、娘と孫の3人で暮らしていた。孫娘は杉田かおると児童劇団の劇団若草での仲間だったという。
1980年（昭和55年）11月26日、死去した。満65歳没。

## フィルモグラフィ
すべて出演、特筆以外「高野光子」名義、個別作品の製作所表記はレンタル出演である。

### 日活向島撮影所
1922年
- 『嵐の舞』 : 監督・脚本不明、出演不明 - 「高野道子」名義[2][5]
- 『恋の墳墓』 : 監督・脚本不明、主演山本嘉一・東猛夫 - 「高野道子」名義

### 松竹蒲田撮影所
1922年
- 『月魄』 : 監督賀古残夢、原作菊池幽芳、脚本伊藤大輔、主演武田春郎・川田芳子
- 『地蔵物語』 : 監督大久保忠素、原作・脚本伊藤大輔、主演鈴木歌子
- 『永遠の謎』 : 監督野村芳亭、原作長田幹彦、脚本伊藤大輔、主演井上正夫
- 『粉河寺』 : 監督池田義臣、脚本小田喬、主演岩田祐吉・栗島すみ子
- 『復讐者』 : 監督賀古残夢、原作・脚本伊藤大輔、主演星野弘喜・酒井米子
- 『お初地獄』 : 監督大久保忠素、脚本伊藤大輔、主演正邦宏・鈴木歌子

1923年
- 『マイフレンド』 : 監督池田義臣、脚本伊藤大輔、主演岩田祐吉・栗島すみ子
- 『死に行く妻』 : 監督野村芳亭、脚本伊藤大輔、主演岩田祐吉・栗島すみ子 - 「高野道子」名義
- 『山の線路番』 : 監督島津保次郎、原作ゲルハルト・ハウプトマン、脚本伊藤大輔、主演関根達発・花川環
- 『宮城野の孝女』 : 監督大久保忠素、脚本芦辺草人、主演米津信子・片桐史郎
- 『忍術ごっこ』 : 監督島津保次郎、原作・脚本伊藤大輔、主演久保田久雄・小川国松
- 『噫無情 第二篇 市長の巻』 : 監督池田義臣、原作ビクトル・ユゴー、脚本伊藤大輔、主演井上正夫・岩田祐吉
- 『母』 : 監督野村芳亭、脚本石川白鳥、主演川田芳子・諸口十九
- 『大東京の丑満時 第一篇 悲劇篇』 : 監督池田義臣、脚本野村芳亭、主演栗島すみ子
- 『噫森訓導の死』 : 監督大久保忠素、脚本伊藤大輔、主演正邦宏・林千歳
- 『人性の愛』 : 監督・原作・脚本牛原虚彦、主演岩田祐吉・三村千代子
- 『天を仰いで』 : 監督大久保忠素、原作野村芳亭、脚本石川白鳥、主演諸口十九・片桐史郎
- 『二人の孤児』 : 監督大久保忠素、原作野村芳亭、脚本石川白鳥、主演梅村蓉子

### 松竹下加茂撮影所
1923年
- 『死に面して』 : 監督大久保忠素、原作野村芳亭、脚本石川白鳥、主演志賀靖郎
- 『お姫草』 : 監督・脚本野村芳亭、原作武田晃、主演栗島すみ子
- 『平和村』 : 監督小沢得二、脚本小田喬、主演久保田久雄
- 『幽芳集 月魄』 : 監督池田義臣、原作菊池幽芳、脚本野村芳亭、主演諸口十九・川田芳子
- 『たそがれの夕』 : 監督小沢得二、主演三村千代子・英百合子

1924年
- 『若者よ』 : 監督・脚本野村芳亭、原作石川白鳥、主演諸口十九・川田芳子
- 『黄昏の街』 : 監督・原作・脚本小沢得二、主演堀川浪之助・三村千代子

### 松竹蒲田撮影所
1924年
- 『子供の世界』 : 監督・原作・脚本牛原虚彦、主演小川国松・米津左喜子・英百合子 - 第三篇で主演
- 『無花果』 : 監督牛原虚彦、原作中村吉蔵、脚本小田喬、主演岩田祐吉・五月信子
- 『感じの好い映画集 《チュウリップの話》』 : 監督・脚本牛原虚彦、原案鈴木重吉 - 主演
- 『感じの好い映画集 《芋》』 : 監督・脚本小沢得二、原作双葉くみ子 - 主演
- 『憧れの故郷』 : 監督大久保忠素、脚本石川白鳥、主演志賀靖郎
- 『女殺油地獄』 : 監督野村芳亭、原作近松門左衛門、脚本武田晃、主演諸口十九・柳さく子
- 『海は笑ふ』 : 監督島津保次郎、原作・脚本五所平之助、主演岩田祐吉・英百合子
- 『少女の悩み』 : 監督蔦見丈夫、原作田辺つかさ、脚本北村小松、主演武田春郎
- 『漂白の琵琶師』 : 監督・脚本牛原虚彦、主演新井淳・三村千代子
- 『狂へる母に』 : 監督吉野二郎、脚本吉田弘隆、主演飯田蝶子

1925年
- 『愛欲の果』 : 監督吉野二郎、原作・脚本五所平之助、主演新井淳
- 『母を呼ぶ声』 : 監督吉野二郎、原作・脚本吉田弘隆、主演久保田久雄
- 『小さき姫君』 : 監督吉野二郎、原作・脚本吉田武三 - 主演
- 『その夜の罪』 : 監督蔦見丈夫、原作久留宮弘道、脚本武田晃、主演志賀靖郎
- 『郵便馬車』 : 監督吉野二郎、原作・脚本吉田武三、主演新井淳
- 『すたれ者』 : 監督・原作・脚本清水宏、主演松井千枝子 - 妹・お花
- 『妖星地に堕つれば』 : 監督島津保次郎、原作・脚本吉田百助、主演鈴木伝明・英百合子
- 『前代未聞の仇討』 : 監督・脚本蔦見丈夫、原作山崎天王、主演野寺正一・森野五郎
- 『寂しき路』 : 監督池田義臣、原作・脚本村上徳三郎、主演栗島すみ子 - 妹玉枝

1926年
- 『土に輝く』 : 監督・脚色鈴木重吉、原作・主演鈴木伝明
- 『お初吉之助』 : 監督重宗務、原作・脚本虚空天外、主演沢村紀久八・柳さく子
- 『大楠公』 : 監督野村芳亭、原作渡辺霞亭、脚本武田晃、主演井上正夫、松竹下加茂撮影所 - 楠正行
- 『広瀬中佐』 : 監督蔦見丈夫、原作・脚本吉田百助、主演岩田祐吉 - 広瀬かほる子
- 『母よ恋し』 : 監督五所平之助、原作・脚本水島あやめ、主演新井淳
- 『万公』 : 監督島津保次郎、原作豊田四郎、脚本北村小松、主演岡田宗太郎・松井千枝子
- 『娘』 : 監督・脚本五所平之助、主演八雲恵美子・水島亮太郎
- 『新お初地蔵』 : 監督・原作野村芳亭、脚本五所平之助、主演藤田房子・堀川浪之助
- 『海人 南国篇』 : 監督・脚本・主演鈴木伝明、原作リヒアルト・ワグナー
- 『狂怒乱心』 : 監督清水宏、原作・脚本観音寺綾子、主演森野五郎 - 西條の妹・千代
- 『いとしの我子』 : 監督・脚本五所平之助、原作水島あやめ、主演春海清子
- 『コスモス咲く頃』 : 監督野村芳亭、脚本野田高梧、主演武田春郎・春海清子

1927年
- 『九官鳥』 : 監督・原作・脚本野村芳亭、主演水谷八重子 - 次女おきみ
- 『恥しい夢』 : 監督五所平之助、原作桃園狂太、脚本伏見晁、主演田中絹代・八雲恵美子
- 『国境警備の唄』 : 監督蔦見丈夫、原作・脚本篠山吟葉、主演田中絹代 - 李の娘桃花
- 『白虎隊』 : 監督野村芳亭、原作岡本綺堂、脚本野田高梧、主演堀田金星・藤野秀夫 - 妹お蝶
- 『孤児』 : 監督大久保忠素、原作・脚本水島あやめ - 主演
- 『懐しの母』 : 監督佐々木恒次郎、原作・脚本村上徳三郎、主演小林十九二・吉川満子
- 『天使の罪』 : 監督大久保忠素、原作・脚本水島あやめ - 主演

1928年
- 『故郷の空』 : 監督大久保忠素、原作・脚本水島あやめ、主演野寺正一
- 『美人かし間』 : 監督・原作・脚本野村芳亭、主演八雲恵美子・水島亮太郎 - 黒田の孫
- 『神への道』 : 監督五所平之助、原作・脚本水島あやめ - 主演
- 『空の彼方へ』 : 監督蔦見丈夫、原作吉屋信子、脚本水島あやめ、主演川田芳子・柳さく子
- 『をとめ心』 : 監督大久保忠素、原作・脚本水島あやめ - 主演
- 『輝く昭和』 : 監督島津保次郎、原作・脚本村上徳三郎、主演井上正夫・八雲恵美子 - 善吉長女実は渡辺の娘小夜子
- 『美しき朋輩達』 : 監督清水宏、原作壁静、脚本水島あやめ、主演小藤田正一 - 星の使

1929年
- 『森の鍛冶屋』 : 監督清水宏、原作・脚本村上徳三郎、主演井上正夫 - 貞代の少女時代
- 『越後獅子』 : 監督・原作・脚本島津保次郎、主演小村新一郎・飯田蝶子
- 『明け行く空』 : 監督斎藤寅次郎、原作新井睦子、脚本水島あやめ - 主演
- 『月形半平太』 : 監督・脚本冬島泰三、原作行友李風、主演林長二郎、松竹下加茂撮影所 - 歌菊
- 『親』 : 監督清水宏・大久保忠素、原作簡易保険局、脚本水島あやめ - 主演・娘 お光
- 『女難歓迎腕比べ』 : 監督斎藤寅次郎、原作・脚本湯巻三平、主演斎藤達雄 - 旅の踊り子
- 『明日天気になあれ』 : 監督島津保次郎・西尾佳雄、原作今井達夫、主演小藤田正一、製作提携シマヅプロダクション - そのお姉さん
- 『人生の裏路』 : 監督佐々木恒次郎、原作フョードル・ドストエフスキー、脚本柳井隆雄 - 主演
- 『不壊の白珠』 : 監督清水宏、原作菊池寛、脚本村上徳三郎、主演八雲恵美子 - 片山の長女よし子
- 『父の願ひ』 : 監督清水宏、原作・脚色細田真一、潤色柳井隆雄、主演野寺正一

1930年
- 『純情』 : 監督成瀬巳喜男、原作・脚本水島あやめ - 主演・おつた
- 『麗人』 : 監督島津保次郎、原作佐藤紅緑、脚色村上徳三郎、主演栗島すみ子・岩田祐吉 - 八兵衛の娘お駒
- 『冬木心中』 : 監督・脚本冬島泰三、原作額田六福、主演林長二郎、松竹下加茂撮影所 - 娘お菊
- 『荊の冠』 : 監督佐々木恒次郎、原作佐藤紅緑、脚本吉田百助、主演岩田祐吉・川田芳子
- 『色気だんご騒動記』 : 監督斎藤寅次郎、原作菊池緑子、脚本柳井隆雄、主演渡辺篤

1931年
- 『美はしき愛』 : 監督西尾佳雄、原作松崎博臣、脚本水島あやめ - 主演
- 『涙の愛嬌者』 : 監督野村浩将、原作・脚本伏見晁、主演小藤田正一
- 『彼女の興奮』 : 監督斎藤寅次郎、原作・脚本木村義勇 - 主演

1932年
- 『いざ戦ひに』 : 監督佐々木恒次郎、原作・脚本荒牧芳郎、主演結城一朗・日守新一
- 『金色夜叉』 : 監督野村芳亭、原作尾崎紅葉、脚本川村花菱・松崎博臣、主演林長二郎・田中絹代 - 小間使お春
- 『初恋と与太者』 : 監督野村浩将、原作一木歓、脚本柳井隆雄、主演磯野秋雄
- 『青空に泣く』 : 監督成瀬巳喜男、脚本水島あやめ、主演菅原秀雄 - 姉・菊江
- 『人柱四勇士』 : 監督佐々木康・佐々木恒次郎、原作・脚本池田忠雄、主演岩田祐吉
- 『噫呼空閑少佐』 : 監督佐々木恒次郎・佐々木康、脚本荒牧芳郎、主演岩田祐吉・藤野秀夫

### 松竹下加茂撮影所
1933年
- 『初陣』 : 監督・原作・脚本冬島泰三、主演林長二郎
- 『鴛鴦街道』 : 監督秋山耕作、原作湊邦三、脚本柳川真一、主演坂東好太郎 - 娘おさよ

1934年
- 『虫のまゝに動く男』 : 監督河東与志、原作新堀尚平、脚本柳川真一、主演阪東橘之助
- 『高原の虹』 : 監督星哲六、原作・脚本柳川真一、主演坂東好太郎
- 『勝敗人斬賽』 : 監督星哲六、原作・脚本水門王吉、主演高田浩吉
- 『冬木心中』 : 監督・脚本衣笠貞之助、原作額田六福、主演坂東好太郎 - 娘おきく
- 『相馬大作』 : 監督近藤勝彦、原作・脚本藤井滋司、主演尾上栄五郎
- 『明星峠』 : 監督吉野栄作、原作桂川竜三、脚本中川信夫、主演市川右太衛門、市川右太衛門プロダクション - 相手役
- 『次郎吉格子』 : 監督大曾根辰夫、原作吉野栄作、脚本柳川真一、主演高田浩吉 - おきの
- 『辻斬ざんげ』 : 監督二川文太郎、原作白道人、脚本日夏英太郎、主演高田浩吉
- 『殴られた河内山』 : 監督・脚本衣笠貞之助、原作陸直次郎、主演市川右太衛門 - お浪
- 『侠客曾我』 : 監督二川文太郎、原作三上於菟吉、脚本藤井滋司、主演林長二郎 - お磯

1935年
- 『京洛浅春譜 同志闘争篇』 : 監督・原作・脚本西原孝、主演片岡千恵蔵、片岡千恵蔵プロダクション - 娘萩江

### P.C.L.映画製作所
1935年
- 『いたづら小僧』 : 監督・脚本山本嘉次郎、原作佐々木邦、主演伊藤薫
- 『エノケンの近藤勇』 : 監督山本嘉次郎、原作・脚本ピエル・ブリヤント・P.C.L.文芸部、主演榎本健一・二村定二 - お龍
- 『日本の娘（英語版）』Japan Yinthwe ：監督・主演ウー・ニイプ（英語版） - 恵美子　※イギリス領ビルマとの合作映画

1936年
- 『エノケンのどんぐり頓兵衛』 : 監督山本嘉次郎、原作波島貞、脚本江口又吉、主演榎本健一・二村定二 - 息女梢
- 『歌ふ弥次喜多』 : 監督岡田敬・伏水修、脚本阪田英一、原作・主演古川緑波
- 『これは失礼』 : 監督・脚本岡田敬、原作秋田実、主演花菱アチャコ・横山エンタツ、製作提携吉本興業
- 『君と行く路』 : 監督・脚本成瀬巳喜男、原作三宅由起子、主演大川平八郎 - 舞
- 『おほべら棒』 : 監督・脚本岡田敬、原作江口又吉、主演藤原釜足 - 息子の女房
- 『武士道朗らかなりし頃』 : 監督松井稔、原作徳川夢声、脚本八住利雄、主演柳家金語楼

1937年
- 『宮本武蔵 風の巻』 : 監督石橋清一、原作吉川英治、脚本槇本宏、主演黒川弥太郎、J.O.スタヂオ - お通
- 『東海道は日本晴れ』 : 監督滝沢英輔、原作菊田一夫、脚本山中貞雄、主演 - お高ちゃん

### 東宝
1955年
- 『旅路』 : 監督・脚本稲垣浩、原作長谷川伸、主演池部良